# Municipio de Leżajsk
El municipio de Leżajsk es un municipio rural de Polonia, ubicado en el distrito homónimo del voivodato de Subcarpacia. Su sede administrativa es la ciudad de Leżajsk, que no pertenece al municipio y forma por sí misma un municipio urbano separado. Dentro del municipio, la localidad más importante es el pueblo de Giedlarowa. En 2006 tenía una población de 19 832 habitantes.
El municipio comprende los pueblos de Biedaczów, Brzóza Królewska, Chałupki Dębniańskie, Dębno, Giedlarowa, Gwizdów, Hucisko, Maleniska, Piskorowice, Przychojec, Rzuchów, Stare Miasto y Wierzawice.
Limita, además de con el término municipal de la capital municipal, con los municipios de Adamówka, Grodzisko Dolne, Krzeszów, Kuryłówka, Nowa Sarzyna, Rakszawa, Sieniawa, Sokołów Małopolski, Tryńcza y Żołynia.